# Лемешок
Лемешок — река в России, протекает по Ивановскому и Родниковскому районам Ивановской области. Устье реки находится в 126 км от устья реки Тезы по правому берегу. Длина реки составляет 13 км.
Исток реки находится у деревни Петровское Ивановского района. Река течёт на северо-восток, протекает деревни Ошуриха, Ярлыково, Дылёво. Впадает в Тезу у села Ситьково. Крупнейший приток — Чернавка (левый).

## Данные водного реестра
По данным государственного водного реестра России относится к Окскому бассейновому округу, водохозяйственный участок реки — Клязьма от города Ковров и до устья, без реки Уводь, речной подбассейн реки — бассейны притоков Оки от Мокши до впадения в Волгу. Речной бассейн реки — Ока.
Код объекта в государственном водном реестре — 09010301112110000033310.